# Turriff
Turriff (Torraibh ou Baile Thurra en gaélique (gd) ; Turra en scots (sco)) est une ville et paroisse civile d'Écosse, située dans la région d'Aberdeenshire, sur les bords de la Deveron. Elle est située à 50 kilomètres au nord-ouest d'Aberdeen. 

## Histoire
Turriff est connue pour avoir été le lieu d'un des tout premiers engagements militaires des guerres des Trois Royaumes en 1639.

## Sports
La ville abrite le club de football Turriff (en) qui évolue en Highland Football League.